# Richard Belcredi
Richard Belcredi gróf (Jimramov, Csehország; 1823. február 12. – Gmunden, Ausztria; 1902. december 2.) osztrák politikus, jogász.

## Életpályája
Tanulmányait részben Prágában, részben Bécsben végezte, majd znaimi megyefőnök  lett. 1860-ban a cseh tartományi gyűlés, majd a ausztriai birodalmi gyűlés képviselőjévé választották, ahol a klerikális és feudális pártot támogatta. 1864-ben  Schmerling kinevezte őt Csehország helytartójává . 1865-ben, Schmerling bukása után, államminiszter és a minisztertanács elnöke lett.
Belcredi önállóság híjával, a papi és feudális párt fő vezetőjének, Esterházy Móric grófnak puszta eszközéve vált: kezdetét vette a hírhedt alkotmány-felfüggesztési politika, amelynek fő célja az volt, hogy a magyarok befolyását és a szabadelvű német elemet elnyomja. E cél felé, valamint az abszolutizmus és konkordátum uralmára törekedett az a párt, amelynek Belcredi is híve volt, a hatalom és jezsuitizmus minden eszközeivel, de egyszersmind nagyúri könnyelműséggel, amint az az úgynevezett junkerek sajátjossága.
Az 1866-os porosz–osztrák–olasz háború alatt, amelynek kitöréséhez Belcredi politikája is hozzájárult, a háború-szülte viszonyokat, nevezetesen az ostromi állapotot céljai elérésére akarta felhasználni. Az 1866. szeptember 23-i prágai békével Ausztria elvesztette a reményét arra, hogy a vezetésével teremtsék meg a német egységet.
Miniszteri tárcájához Belcredi a béke megkötése után, a közelégedetlenség dacára, annyira ragaszkodott, hogy még Friedrich Ferdinand von Beust kiegyezési politikája alatt is megmaradt miniszternek. A magyar kiegyezés megkötését hátráltatta, míg végül a Magyarországgal való kiegyezés létrejöttével megbukott: a kiegyezés megkötésekor, 1867. február 2-án beadta lemondását.
A klerikális-feudális párt újabb győzelme után Eduard Taaffe miniszterelnöksége alatt, 1881-ben, Belcredi a legfelsőbb bíróság  elnöke, egyszersmind a felsőház tagja lett, ahol 1881 óta pártja érdekében minden fontosabb kérdésben felszólalt. A dualizmusnak és mindennemű szabadelvű reformnak elszánt ellenfele volt.

## Díjai, elismerései
- a Magyar Királyi Szent István-rend nagykeresztese.
- Rzeszów díszpolgára.